# Estela de Tel Dan

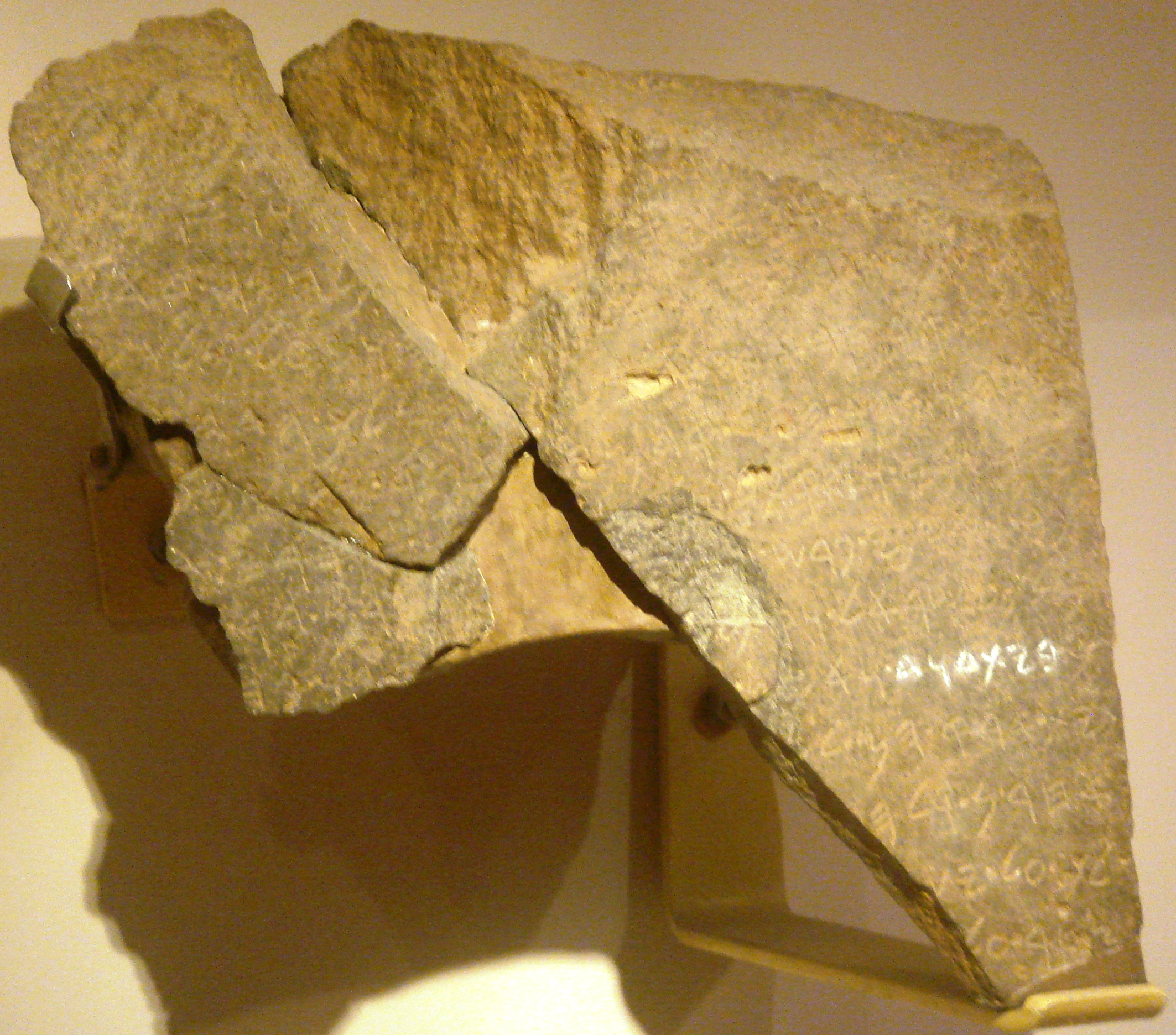
L'estela de Tel Dan, Israel Muzeum

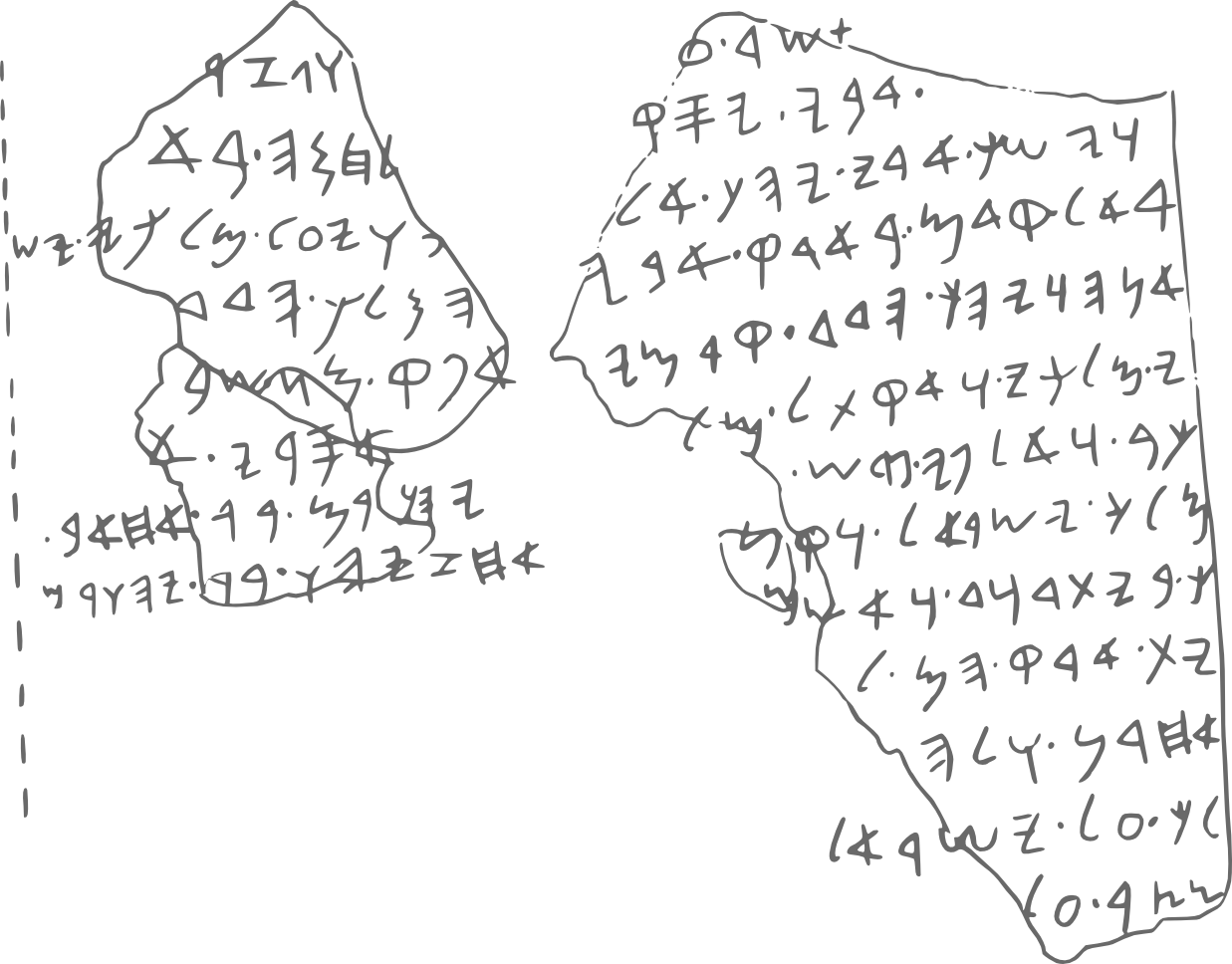
L'estela de Tel Dan

L'estela de Tel Dan és una estela de basalt negre erigida al nord d'Israel per un rei arameu. Conté una inscripció aramea que commemora la victòria del rei sobre els antics israelites. Encara que el nom de l'autor de l'estela no sembli aparèixer sobre els fragments disponibles, es tracta probablement d'un rei que vivia prop de Damasc. La datació, el llenguatge i la localització fan plausible el fet que l'autor sigui Hazael o el seu fill, Bar-Hadad II, que eren sobirans de Damasc i enemics del regne d'Israel al segle ix aC.

## Dades de l'estela
L'estela fou descoberta a Tel Dan, antigament designada com Tal el-Qadi, un tel o munt arqueològic on hi havia una ciutat a l'extrem nord d'Israel. El fragment A fou descobert el 1993, i els fragments B1 i B2, que van junts, el 1994. En la part trencada de l'estela, sota les escriptures, hi podria haver un punt de contacte «intern» possible entre el fragment A i els fragments B1/B2 ajuntats, però això queda subjecte a controvèrsia. Si aquest punt de contacte existeix realment, llavors les peces estaven a l'origen de costat una de l'altra.
La inscripció fou datada del segle ix aC. La fi del segle viii aC correspon a la destrucció, deguda a una conquesta assíria vers el 733 aC. Com aquesta capa de destrucció estava sota la capa en la qual els fragments d'estela han estat trobats, és clar que la conquesta assíria va tenir lloc després que l'estela havia estat erigida i fou trencada en diversos trossos, els quals van ser emprats de nou més tard, en un projecte de construcció a Tel Dan, de manera versemblant per constructors israelites. El temps que va passar entre aquests esdeveniments i la conquesta assíria és difícil d'estimar.
Encara que només fragments de la inscripció hagin romàs, ha suscitat un fort interès dels arqueòlegs. L'atenció es concentra sobre les lletres «ביתדוד» que són idèntics a l'hebreu «Casa De David.» Si la lectura és correcta, es tractaria de la primera identificació del rei «David» en un jaciment arqueològic. Com l'estela de Mesha, l'estela de Tel Dan sembla omplir una funció de memorial amb objectiu de propaganda militar, lloant les victòries del rei Hazael o del seu fill. Alguns historiadors com André Lemaire, pensen que l'expressió «casa de David» apareix igualment en una línia parcialment trencada de l'Estela de Mesha.

## Traducció de l'estela
Segueix una traducció realitzada línia per línia feta per André Lemaire (el text que no pot ser llegit, ja que manca o bé ha estat massa alterat per l'erosió, es representa per "[.....]"):
1'. [.....................].......[...................................] i talla [.........................]
2' el meu pare va marxar cap a [....................c]ombatent a/contra Ab[....]
3' I el meu pare va sucumbir; va anar cap als seus [pares]. I el rei d'I[s-]
4' rael va penetrar a la terra del meu pare. I Hadad em va fer rei.
5' I Hadad va anar davant meu[, i] vaig marxar de ...........[.................]
6' dels meus reis. I vaig matar dos re[is] [pode]rosos, que tenien sota les seves ordres dos mil [ca-]
7' rros i dos milles cavallers. [Vaig matar Yo]ram fill de [Acab]
8' rei d'Israel, i vaig matar [A'haz]yahou fill de [Yoram r]ei
9' de la Casa de David. I vaig col·locar [.......................................................]
10' el seu país ...[.......................................................................................]
11' altre ...[......................................................................... i Jehu reg-]
12' nà sobre Is[rael...................................................................................]
13' setge sobre [............................................................]

## Possibles paral·lels bíblics
Les inscripcions podrien coincidir amb certs esdeveniments consignats a la Bíblia hebraica:
- Segon llibre dels Reis, 8:7-15 que explica com, abans que Hazael fos rei d'Aram, el seu predecessor va estar malalt i va morir al seu llit:

7. Eliseu va anar a Damasc. Ben Hadad, rei de Síria, estava malalt; i se'l va advertir de l'arribada, dient-li: L'home de Déu ha arribat aquí.
8. El rei va dir a Hazael: Emportat uns regals, i vés al davant de l'home de Déu; consulta per mig d'ell l'Eternitat, i pregunta: Curaré d'aquesta malaltia?
9. Hazael va anar al davant d'Eliseu amb els regals, tot el que hi havia de bo i millor a Damasc, transportat per quaranta camells. Quan va arribar, es va presentar a ell, i li va dir: El teu fill Ben Hadad, rei de Síria, m'envia a tu per preguntar-te: Curaré d'aquesta malaltia?
10. Eliseu li va respondre: Vés, digues-li: et curaràs! Però l'Eternitat m'ha revelat que moriràs.
11. L'home de Déu va fixar la seva mirada sobre Hazael, i el va mirar molt de temps, després va plorar.
12. Hazael va dir: Per què plora el meu senyor? I Eliseu va respondre: Perquè sé el mal que faràs als fills d'Israel; posaràs el foc a les seves fortaleses, mataràs amb l'espasa la seva gent jove, aixafaràs els seus infants, i esventraràs les seves dones embarassades.
13. Hazael va dir: Però com pot ser que el teu servidor, aquest gos, pugui fer tantes grans coses? I Eliseu va dir: L'Eternitat m'ha revelat que seràs rei de Síria.
14. Hazael va marxar de la presència d'Eliseu i va tornar amb el seu amo, que li va dir: Que t'ha dit Eliseu? I va respondre: M'ha dit que et curaràs!
15. L'endemà, Hazael va prendre una coberta, que va submergir a l'aigua, i la va estendre sobre la cara del rei, que va morir. I Hazael va regnar al seu lloc.
- Segon llibre dels Reis, 8 i 9:15-16 informa que després d'haver estat ferit combatent a Ramoth-Gilead, Yoram (Jehoram) d'Israel 'va ser deposat a Jezrael:

8:28. Va anar amb Yoram, fill d'Acab, a la guerra contra Hazael, rei de Síria, a Ramoth-Gilead. I els sirians van ferir Yoram.
9:15. Però el rei Yoram se n'havia tornat per fer-se curar a Jezrael les ferides que els sirians li havien fet quan combatia contra Hazael, rei de Síria. Jéhu v dir: Si és la seva voluntat, ningú no s'escaparà de la ciutat per anar a portar la notícia a Jezrael.
9:16. I Jéhu va pujar sobre el seu carro i va marxar a Jezrael, ja que a Yoram era al llit, i Acazies, rei de Juda, havia anat a visitar-lo.

## Controvèrsia sobre la menció "Casa de David"
A conseqüència de la menció d'«Regne d'Israel» i de (Bytdwd, «Casa De David»), l'estela de Tel Dan és sovint citada com l'únic material en favor de la realitat històrica de David. Tanmateix, algunes crítiques van suggerir altres lectures a ביתדוד, principalment basades en el fet que les lletres "Dwd" es poden realment llegir tant David com Dod (hebreu per a «oncle» o «estimat») o formes emparentades.
En antic hebreu, per tal de separar paraules, hauria calgut un marcador de separació representat amb un punt entre les lletres. Per exemple, casa de David s'hauria d'escriure בית•דוד, el que no és el cas de l'estela de Tel Dan.
Anson Rainey, defensor de la lectura «Casa de David», escriu que el marcador de separació entre dos components és sovint omès, particularment si la combinació és un nom propi ben establert." Gary Rendsburg s'afegeix a l'opinió de Rainey mostrant que es designa en arameu, assiri i babiloni, un estat arameu pel terme Bit + X (nota: en aquest cas, Bit és equivalent a Byt, «casa de», i X és habitualment el nom de la persona considerada com havent fundat una dynastie.
Rendsburg afegeix que es podria fins i tot aventurar a dir que la locució assíria Bit Humri («casa d'Omri») per designar el regne d'Israel va arribar als escribes assiris via els arameus. (Omri fou un rei d'Israel del qual el regnat s'estén de 873 aC a 844 aC, i que va fundar una dinastia que va regnar sobre Israel durant quatre regnats. En el transcurs d'aquests regnats, Israel va entrar en conflicte militar amb Assíria. Els annals assiris mencionen el rei Acab, fill d'Omri, en tant que «Acab l'israelita», que va lluitar contra Assíria.)
George Athas pensa que els tres fragments de la inscripció han estat col·locats en una mala configuració (per la configuració acceptada per consens, vegeu la il·lustració més amunt). Proposa una configuració segons la qual el fragment A (el més gran) seria col·locat sota els Fragments B1 i B2 (que encaixen perfectament). Suggereix també que ביתדוד podria en realitat fer referència a Jerusalem i postula que seria l'equivalent arameu de «ciutat de David». Ofereix també proves a favor de l'autenticitat dels fragments (la qual havia estat replantejada, sobretot per Russell Gmirkin), i revisa la datació de la inscripció a la baixa, en proposar com a autor no Hazael, com és popularment admès, sinó més aviat el seu fill Ben Hadad III.
Una opinió minoritària veuria en Dwd la forma hebraica de Thoth (pronunciat, segons els grecs antics Tuth - per exemple Tuthmosis), Bytdwd feria llavors referència a un temple de Thoth. L'egiptòleg Kenneth Anderson Kitchen assenyala però que no hi ha cap temple de Thoth conegut en aquesta regió. Altres pensen que ביתדוד es refereix a un lloc geogràfic desconegut.
Thomas L. Thompson va suggerir que encara que pogués ser demostrat que els termes «casa de David» i «casa d'Omri»" fessin referència als reis de Juda i d'Israel en aquesta època, no es podria concloure que consideressin a David i Omri com els seus avantpassats recents, havent fundat les seves dinasties en el sentit modern del terme, i d'altres interpretacions del terme «casa de» serien en aquest context força possibles.